# بازگشت آقای موتو
بازگشت آقای موتو (انگلیسی: The Return of Mr. Moto) یک فیلم در سبک جنایی به کارگردانی ارنست موریس است که در سال ۱۹۶۵ منتشر شد. از بازیگران آن می‌توان به هنری سیلوا اشاره کرد.